# 带尾鹦嘴鱼
带尾鹦嘴鱼（学名：Scarus taeniurus）为鹦嘴鱼科鹦嘴鱼属的鱼类。分布于红海、印度洋中部诸岛至太平洋波利尼西亚以及南海诸岛等，属于珊瑚礁鱼类。其多生活于常在礁盘内。